# Chi Bù liêu
Chi Bù liêu (danh pháp khoa học: Bousigonia) là chi thực vật có hoa trong họ Apocynaceae.